# Robert Forster
|  | No s'ha de confondre amb Robert Förster. |

Robert Forster   (Rochester, 13 de juliol de 1941 - Los Angeles, 11 d'octubre de 2019) va ser un actor estatunidenc. Va fer el seu debut a la gran pantalla com el soldat LG Williams a Reflexos en un ull daurat (1967) de John Huston, seguit d'un paper protagonista com el reporter John Casellis a la cinta de New Hollywood Medium Cool (1969). Per la seva interpretació del finançador Max Cherry a Jackie Brown (1997), de Quentin Tarantino, va ser nominat a l'Oscar al millor actor secundari.
Forster va interpretar una gran varietat de papers principals i secundaris en més de 100 pel·lícules, incloent el capità Dan Holland a The Black Hole (1979), el detectiu David Madison a Alligator (1980), Abdul Rafai a Força Delta (1986), el coronel Partington a Me, Myself & Irene (2000), Scott Thorson a The Descendants (2011), el general Edward Clegg a Objectiu: La Casa Blanca (2013) i a la seva seqüela London Has Fallen (2016), Norbert Everhardt a What They Had (2018) i Sheriff Hadley a The Wolf of Snow Hollow (2020).
També va tenir papers destacats en sèries de televisió com Banyon (1971–73), Nakia (1974), Karen Sisco (2003–04), Herois (2007–08), la tercera temporada de Twin Peaks (2017) i a Breaking Bad al capítol «Granite State» com a Ed «The Disappearer» Galbraith, pel qual va guanyar el Premi Saturn al millor paper protagonista convidat a la televisió. Va repetir el paper a la pel·lícula El Camino: A Breaking Bad Movie (2019) i Better Call Saul (2020).

## Biografia
Forster va aparèixer a Jackie Brown com a fiador de la fiança a Max Cherry, fet que li va valer una nominació al premi de l'Acadèmia al millor actor secundari el 1997. Jackie Brown va revitalitzar la carrera de Forster, un efecte que es va produir en molts actors que apareixien a les pel·lícules de Quentin Tarantino. Posteriorment va tenir un treball constant a la indústria cinematogràfica, apareixent a Like Mike, Mulholland Drive, Supernova, Me, Myself & Irene (2000), Human Natyre (2001), Confidence (2003), Els àngels de Charlie: Al límit (2003), El cas Slevin (2006) i Firewall (2006). Forster també va continuar apareixent en produccions de baix pressupost com Night Vision (1997) juntament amb les noves versions de La finestra indiscreta (1998) i Psycho (1998).

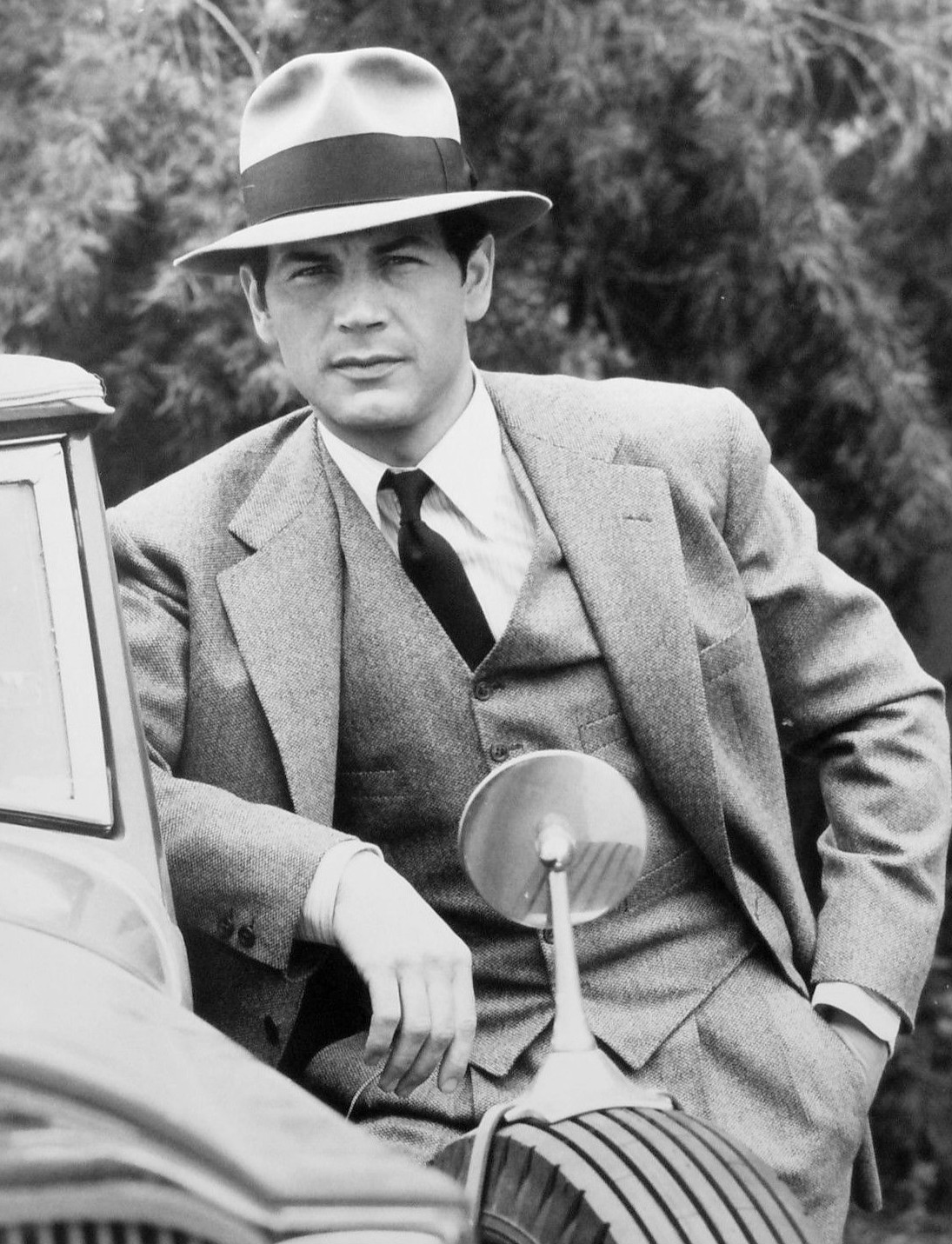
Forster com el personatge principal de la sèrie de la NBC Banyon (1972)

Va aparèixer al telefilm BTK, assassí en sèrie, com a detectiu que té la intenció de capturar l'assassí en sèrie Dennis Rader. Forster també va interpretar el pare de Van a la sèrie de televisió de Fox Fastlane. Forster va gravar un anunci per a la campanya Hip-Hop Literacy de Deejay Ra, encoratjant la lectura dels llibres d'Elmore Leonard, l'obra del qual, Rum Punch, va ser adaptada com a Jackie Brown.
Forster va ser la primera opció per a interpretar el xèrif Harry S. Truman a Twin Peaks de David Lynch, però va haver de rebutjar-ho a causa d'un compromís previ amb un episodi pilot de televisió, i va ser substituït per Michael Ontkean. Més endavant va aparèixer a Mulholland Drive, un capítol pilot d'una sèrie de televisió que no es va arribar a realitzar però que després es va convertir en una pel·lícula aclamada per la crítica, i finalment va aparèixer a Twin Peaks, interpretant el germà del xèrif Harry S. Truman, el xèrif Frank Truman, a Twin Peaks: The Return, quan Ontkean no estava disponible per repetir el seu paper.
La seva última aparició al cinema va ser a El Camino: A Breaking Bad Movie, interpretant el personatge d'Ed «The Disappearer» de la sèrie Breaking Bad, però Forster va morir el dia que es va estrenar la pel·lícula. Aaron Paul, l'actor que fa de Jesse Pinkman, hi havia parlat el dia de la seva mort. Així i tot, Forster havia pogut visionar la pel·lícula. Quatre mesos més tard, Forster va tornar a aparèixer pòstumament com a Ed a l'episodi «Magic Man» de la cinquena temporada de Better Call Saul. L'episodi va acabar amb una dedicatòria al «nostre amic Robert Forster». També va aparèixer a l'episodi «Dynoman and The Volt de la sèrie de televisió Amazing Stories reiniciada abans de la seva mort; l'episodi va ser dedicat a Forster.
Forster va estar casat amb June Forster (de soltera Provenzano) de 1966 a 1975. La parella s'havia conegut a la Universitat de Rochester. El matrimoni va tenir tres filles. Robert es va casar amb Zivia Forster del 1978 al 1980. També va tenir un fill d'una relació anterior. Des del 2004 fins al moment de la seva mort, la seva parella de sempre va ser Denise Grayson. Va ser membre de la Triple Nine Society de persones amb alt quocient intel·lectual.
El juny de 2019, a Forster se li va diagnosticar un tumor cerebral i va morir a causa de la malaltia a la seva casa de Los Angeles l'11 d'octubre de 2019, als 78 anys.